# Tipaneas

Mapa con la situación de algunas de las ciudades de la antigua Élide. Tipaneas se ubicaba al sur.

Tipaneas (en griego, Τυπανέαι) es el nombre de una antigua ciudad griega de Élide.
Estrabón la ubica en la región de Trifilia, cerca de otra población llamada Hípana y cerca de los ríos Dalión y Aqueronte, afluentes del Alfeo.
Se ha sugerido que puede identificarse con unos restos, entre los cuales hay también un teatro, situados en una colina a 5 km de la localidad moderna de Platiana pero otros han propuesto que esos restos podrían haber pertenecido a la antigua Hípana. También se ha sugerido que estaba en el mismo lugar que una más antigua ciudad homérica llamada Epi.